# Abena Amoah
Pour les articles homonymes, voir Amoah.
Abena Amoah est une banquière et entrepreneure ghanéenne. 

## Éducation
Amoah est diplômée de l'école de commerce (en) de l'université du Ghana, avec un bachelor en administration reçu avec mention.

## Carrière
Abena Amoah est une banquière d'investissement et conseillère financière. Elle commence sa carrière professionnelle comme courtier en valeurs mobilières et chef de la division banque d'investissement et finance chez Renaissance Capital. Elle est fondatrice et directrice générale de Baobab Advisors. Elle siège ou a siégé au conseil d'administration de plusieurs sociétés, notamment Wapic Insurance Limited (Ghana), d'Access Bank Limited (Ghana) et du Fonds de développement pour les africaines (AWDF), Bourse du Ghana, du Ghana Venture Capital Trust Fund, de Pioneer Aluminium, de NewWorld Renaissance Securities, de Strategic African Securities et de la Ghana Securities Industry Association. 
Elle reçoit le prix d'excellence Newmont Gold Ghana aux National Youth Excellence Awards en 2006 et elle a été classée parmi les 100 femmes entrepreneurs les plus remarquables de WomanRising au Ghana en 2016. 
Elle est gouverneure des Millennium Excellence Awards en 2005.
En octobre 2022, Abena Amoah devient directrice générale de la Bourse du Ghana.